# Chinesisches Puppentheater

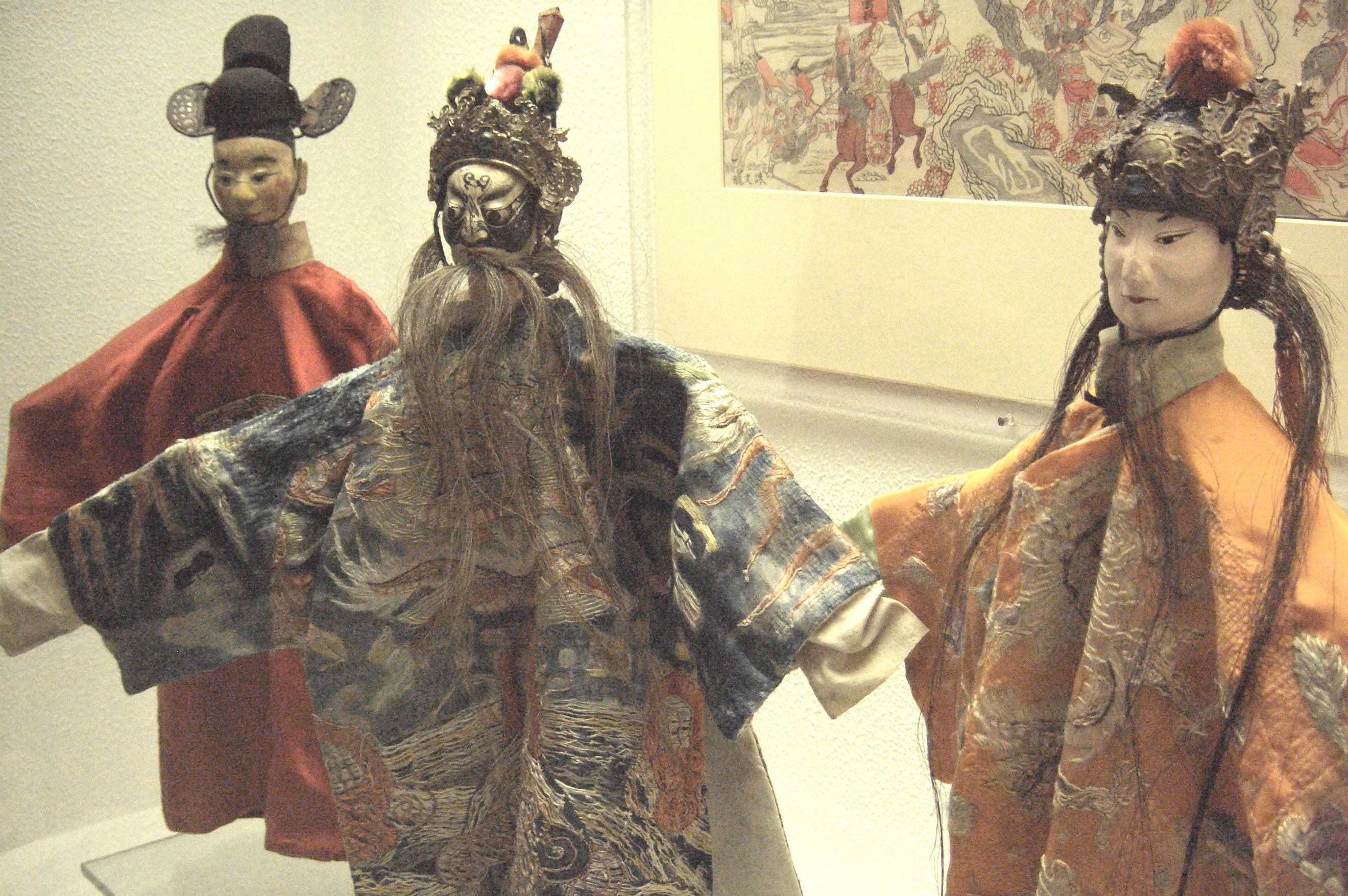
Stockpuppen: Zivilbeamter, General, Kaiserin (Qing-Dynastie)

Das Chinesische Puppentheater (傀儡戲 kuǐlěixì; auch 木偶戲  mù'ǒuxì) ist ein bedeutender Teil der chinesischen Volkskunst und zugleich eine nationale Ausprägung der Kunstform Puppentheater. 

## Zum Begriff
Der chinesische Begriff für Puppe kuǐlěi konnte erstmals für die Tang-Zeit zuverlässig nachgewiesen werden. Er setzt sich aus kuǐ (傀; "riesig, ungeheuer") und lěi (儡; "verderben, vernichten") zusammen. Die etymologische Herleitung ist unklar, nach einer Auffassung geht er darauf zurück, dass die ersten Puppen in der Xia-Dynastie als Teufelsaustreiber (Fangxiang), insbesondere bei Trauerzügen, eingesetzt wurden. Seit Ende der Han-Dynastie fanden sie auch Verwendung bei festlichen Anlässen.

## Geschichte
Die Entstehung des chinesischen Puppentheaters lässt sich nicht zuverlässig datieren. Ein Grund hierfür ist das Fehlen literarischer Quellen, was mit der traditionellen Geringschätzung dieser eher volkstümlichen Kunstform durch die Gelehrtenklasse zusammenhängt. 
Zweifelsfrei geklärt ist nicht einmal, ob es sich um eine autochthone oder um eine importierte Kunstform handelt. Als Beweis für den chinesischen Ursprung des Puppentheaters wird gerne auf zahlreiche Legenden und Anekdoten zurückgegriffen. So soll ein gewisser Chen Ping, Ratgeber des Han-Kaisers Gaozu, durch Einsatz einer lebensgroßen Frauenpuppe den Abzug der eine Stadt belagernden Hunnen erreicht haben: Sie war so schön und lebensecht gestaltet, dass die Frau des Hunnen-Häuptlings Mao Dun um die Treue ihres Mannes fürchtete, sollte er die Festung einnehmen. Der Historiker Sima Qian verortet in dieser Zeit auch die Entstehung des Schattentheaters, mit dessen Hilfe der Zauberer Shaoweng die verstorbene Gemahlin des Han-Kaisers Wudi zum Leben erweckt haben soll. Liezi  schließlich berichtet von einem geschickten Tischler namens Yen Shih, der so lebensechte Puppen zu schaffen vermochte, dass sie, als sie bei einer Aufführung mit der zusehenden Kaiserin liebäugelten, die Eifersucht ihres Gemahls weckten. 
Die ältesten Formen des chinesischen Puppentheaters sind das Spiel mit Marionetten (xuánsī; 悬丝) und mit Stockpuppen (zhàngtóu;  杖头), die sich beide bis in die Tang-Dynastie zurückverfolgen lassen. Einen Höhepunkt erreichte die Kunstform in der Song-Zeit, als Puppenspiele nicht nur im Palast und den Haushalten reicher Bürger, sondern auch auf Märkten und sogar in Freudenhäusern aufgeführt wurden. In dieser Periode entwickelten sich auch weitere Formen, nämlich die sog. Pulverpuppen  (yàofā; 药发), die Wasserpuppen (shuǐ; 水), die lebenden Puppen (ròu; 肉) und schließlich das chinesische Schattentheater (píyǐngxì; 皮影戲). Während die drei erstgenannten mangels Praktikabilität bald wieder verschwanden, erfreut sich das Schattentheater noch heute großer Beliebtheit. Während der Ming-Dynastie entstanden schließlich das Handpuppen- (zhǐtóu; 指头) und das Eisendrahtpuppentheater (tiěxiàn; 铁线), die sich ebenfalls beide bis heute erhalten haben.

## Arten

### Marionetten
Das Spiel mit Marionetten gilt als älteste Form des chinesischen Puppentheaters. Bereits 760 widmete ihm Tang-Kaiser Tang Xuanzong ein Gedicht:
„Geschnitztes Holz, gezogene Fäden,
So entsteht ein Greis,
Hühnerhaut und Kranichhaar,
beide wirken echt.
Im Handumdrehen ist aus das Spiel,
vorbei wie ein geträumtes Leben.“
Im Aufbau ähneln die 45 bis 75 cm großen Figuren den unten beschriebenen Stockpuppen. Allerdings werden sie nicht von unten über Stäbe, sondern von oben über Fäden oder Drähte bewegt – weswegen die Marionetten auch Füße haben. Die Zahl der Fäden liegt üblicherweise bei 16 bis 24, manchmal sogar bei bis zu fünfzig. Dies ist ein Vielfaches des im Westen üblichen Wertes und erlaubt naturgemäß eine erheblich reichere Vielfalt und Natürlichkeit der Bewegungen. Das Steuerteil weist indes nicht die im Westen übliche Kreuzform auf, sondern ist schlicht rechteckig.

### Stockpuppen

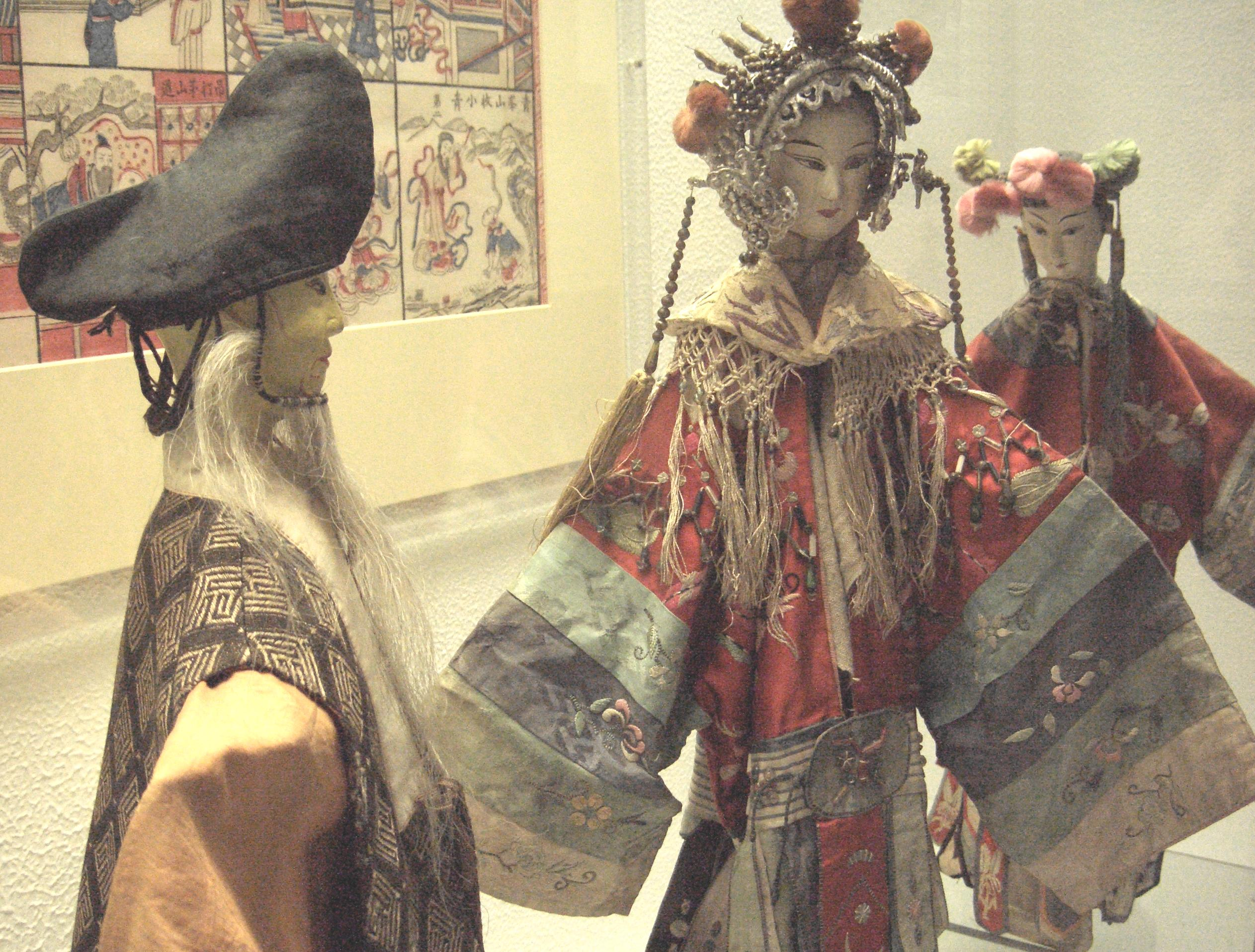
Stockpuppen: Abt, Weiße Schlange, Schwarze Schlange (Qing-Dynastie)

Auch die Stockpuppen lassen sich bis in die Tang-Dynastie zurückverfolgen. Die Figuren sind üblicherweise ca. 50–70 cm groß. Der 10–13 cm lange Kopf, der Hals sowie der Schultergürtel sind aus einem einzigen Stück Holz geschnitzt, wobei großer Wert auf Feinheiten wie Augenhöhlen, Augenlider, Falten und Grübchen gelegt wird. Der Kopf wird dann grundiert, sorgfältig bemalt und in mehreren Schichten lackiert. Hierbei wird in besonderem Maße auf die gleichmäßige Verteilung von Farbe und Lack geachtet, da Unregelmäßigkeiten erheblich den Gesamteindruck stören können. Die Bemalung lehnt sich meist an die Ikonographie der Pekingoper an. Insgesamt dauert die Herstellung eines einzigen Kopfes 2–3 Monate. 
In ähnlicher Weise werden die Hände der Figur gefertigt. Der Rest der Puppe besteht indes aus einem langen, meist kunstvoll gearbeiteten Textilgewand. Geführt wird die Figur von unten über drei ca. 30 cm lange Holz- oder Bambusstäbe. Den im Kopf steckenden Hauptstab hält der Puppenspieler in der linken Hand, während er mit der rechten die in den Puppenhänden steckenden Nebenstäbe bewegt. Stockpuppen gelten als relativ schwer zu handhaben; die Lehrzeit für die Spieler beträgt daher auch normalerweise 3–4 Jahre.

### Schattentheater

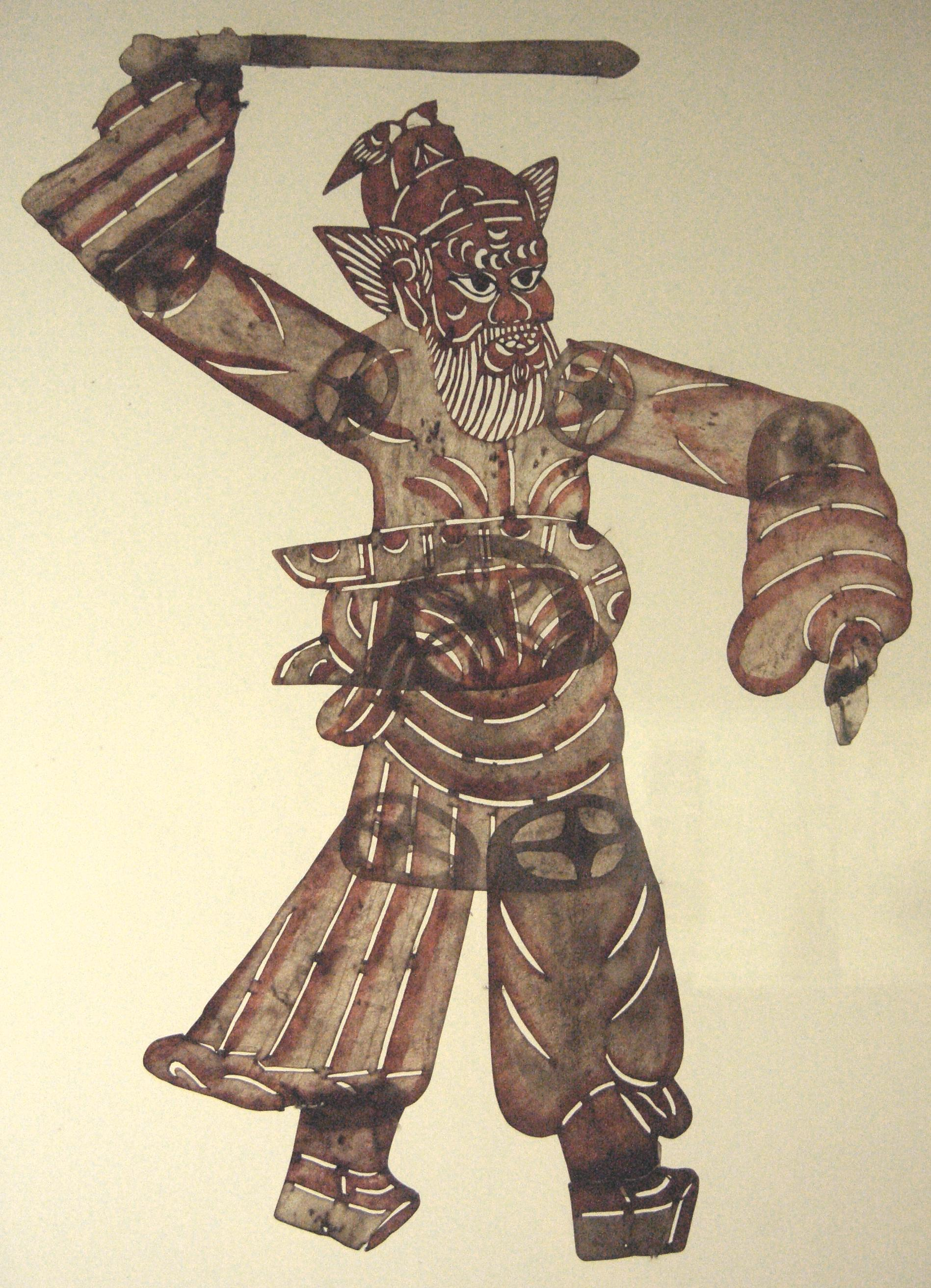
Schattenpuppe (Peking-Stil): Der Dämonenjäger Zhong Kui (Qing-Dynastie)

Hauptartikel:Chinesisches Schattentheater
Das chinesische Schattentheater lässt sich erstmals in der Song-Zeit nachweisen, wo sie bei Wang Zimu und Gao Cheng erwähnt werden. Anders als bei den sonstigen Formen des Puppentheaters sind hier die Figuren nicht drei-, sondern zweidimensional. Während ihre Konturen aus undurchsichtigem Material wie Holz, Metall, Pappe oder Leder gefertigt werden, bestehen die Flächen aus transparenten Werkstoffen. Die Puppen bestehen aus mehreren frei beweglichen und untereinander mit Fadengelenken verbundenen Gliedern, wobei die Köpfe meist ausgetauscht werden können. 
Vermittels Bambusstäben werden die Figuren vor einer Lichtquelle – ursprünglich Kerzen, Öl- oder Petroleumlampen, heute meist elektrisch – bewegt und dadurch auf einen semitransparenten Papier-, Pergament-, Stoff- oder Glasschirm projiziert werden.
Im Laufe der Zeit haben sich zahlreiche regionale Stile herausgebildet, die sich unter anderem in der Größe der Figuren, der verwendeten Tierhaut, der Schneidewerkzeuge (Messer oder Stanzeisen) wie auch der Instrumentierung der Begleitmusik unterscheiden. Zu unterscheiden sind grob die West- und die Ostgruppe, wobei letzterer wiederum in den Pekinger Weststadt- (xīchéngpài; 西城派) und den Pekinger Oststadtstil (dōngchéngpài; 东城派) zerfällt.

### Handpuppen
Das Handpuppentheater wurde der Überlieferung nach während der Ming-Dynastie in der Provinz Fuzhou von dem erfolglosen Studenten Liang erfunden. Da ihm die bis dahin üblichen Marionetten und Stockpuppen zu steif und zu schwierig zu manövrieren waren, zog er kurzerhand aus Stockpuppen die Stäbe heraus, vergrößerte die Löcher und fuhr mit den Fingern hinein. 
Traditionell sind chinesische Handpuppen meist ca. 25 cm lang, der Kopf misst ca. 10 cm. Ansonsten ähneln sie im Aufbau den Stockpuppen, haben anders als diese aber Füße. Der Zeigefinger des Puppenspielers steckt im Kopf, sein Daumen in der linken Hand, der Mittelfinger in der rechten Hand der Puppe. 

### Eisendrahtpuppen
Das Spiel mit Eisendrahtpuppen entwickelte sich in der Ming-Zeit aus dem Schattentheater.

## Stoffe
Thematisch greift das Puppentheater volkstümliche Stoffe der chinesischen Tradition auf, die hier allerdings meist sehr frei und improvisierend wiedergegeben werden. Beliebt sind etwa historische Romane wie Die Geschichte der drei Reiche, Die Räuber vom Liang-Schan-Moor, das Jin Ping Mei oder Die Reise nach Westen. Hinzu kommen Legenden, Mythen, Liebes- und Geistergeschichten und Zauberdramen, häufig mit buddhistischen oder daoistischen Bezügen, etwa „Die weiße Schlange“ (白蛇传; bái shézhuàn), „Das Laternenfest“ (逛灯; guàngdēng), „Hu Di schmäht den Höllenkönig“ (胡迪谤阎; Húdí bàngyán) und viele andere.

## Musik

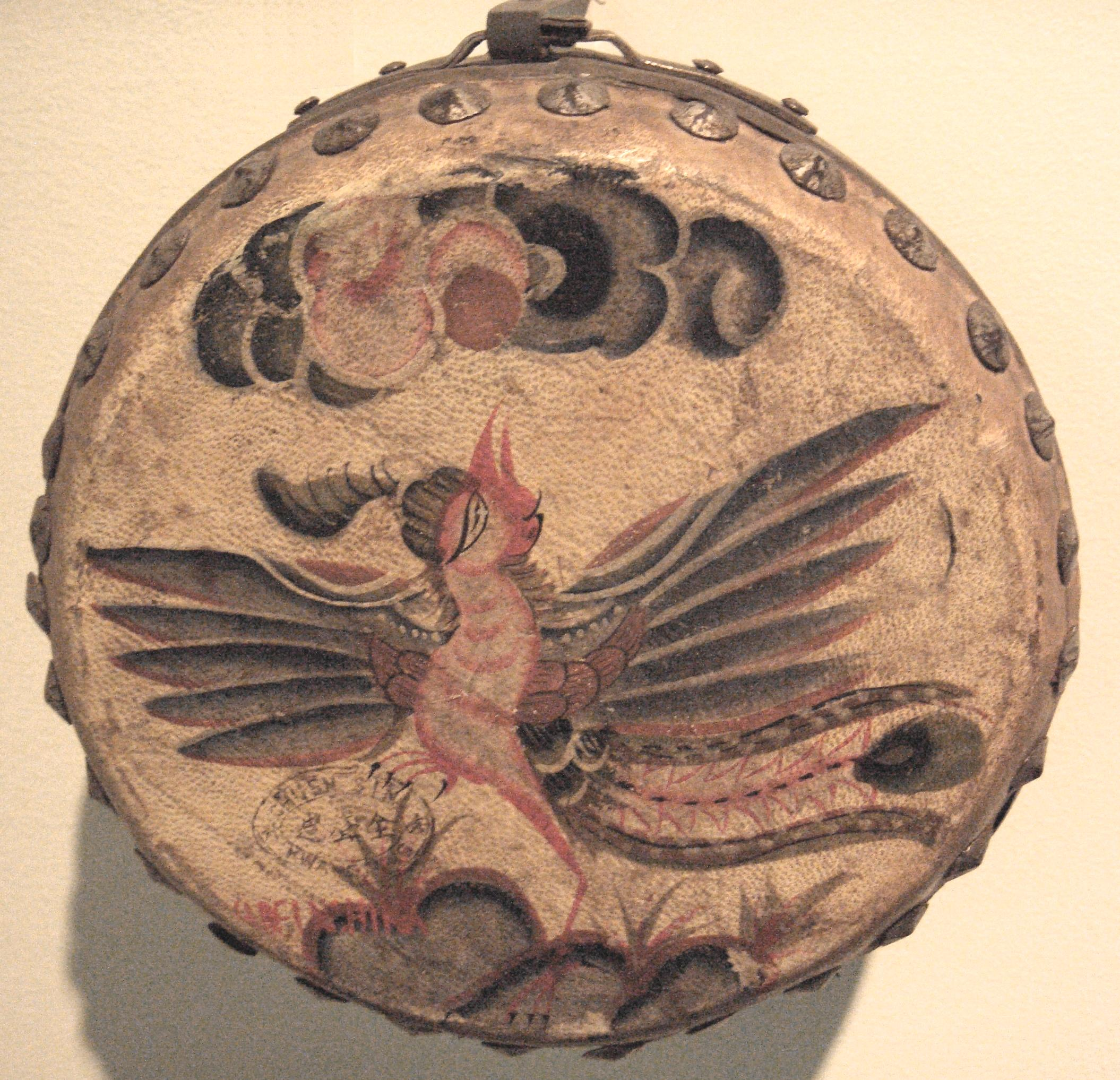
Chinesische Trommel (Qing-Dynastie)

Traditionell wird die Handlung des chinesischen Puppentheaters durch Musik begleitet. Rhythmische Funktion kommt dabei etwa Holzklappern (板; bǎn), Trommeln (鼓; gǔ), dem Gong (锣; luó) und der Zimbel (钹; bó) zu, während Kegeloboe (唢呐; suǒnà), Bambusflöte (笛子; dízi) und Röhrenspießgeige (胡琴; húqín) für die Melodieführung verantwortlich sind. 
Einer besonderen Instrumentierung unterlag lange Zeit das Schattentheater: Während ganz zu Beginn der eher dem Bereich der Sakralmusik angehörende Holzfisch dominierte, lösten ihn während der Qing-Dynastie Flöten und Geigen ab. Heute haben sich indes auch hier  weitgehend die aus den anderen Puppentheaterformen bekannten Instrumente durchgesetzt.

## Museen
Chinesische Puppen sind im deutschsprachigen Raum u. a. in folgenden Museen zu sehen:
- Museum für Asiatische Kunst, Berlin
- Deutsches Ledermuseum, Offenbach am Main
- Puppentheatermuseum im Münchner Stadtmuseum, München
- Theaterfigurenmuseum Lübeck